# Moncada laktanya

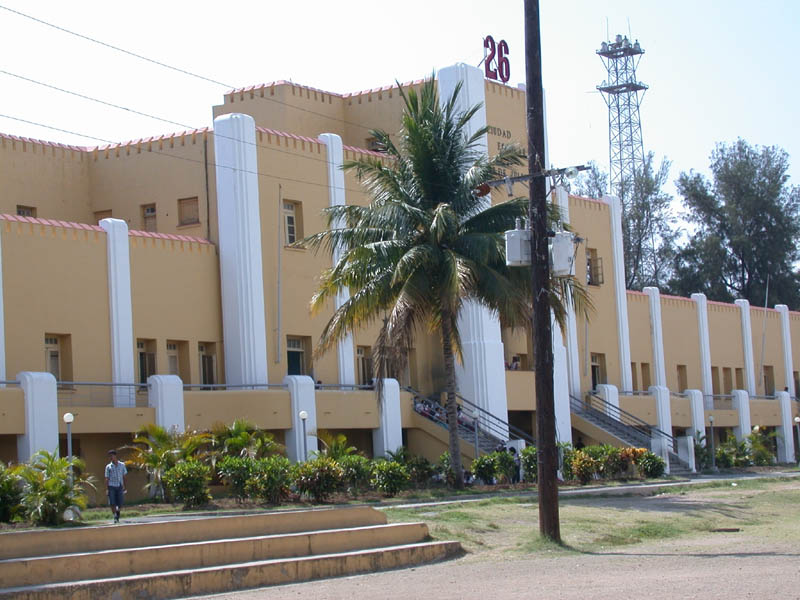
Moncada laktanya

A Moncada laktanya a kubai Santiago de Cuba városban állt, nevét Guillermón Moncada tábornok, a kubai függetlenségi háború egyik hőse után kapta.
1953. július 26-án a Fidel Castro vezetése alatt álló felkelők kis csoportja fegyveres támadást intézett a laktanya ellen. A támadás jelezte a kubai forradalom kezdetét, és szimbolikus jelentőségét jól mutatja, hogy később Castro a mozgalom nevében (Movimiento 26 Julio vagy M 26-7) is megemlékezett a támadás dátumáról.

## Előkészületek
1952. március 10-én Kubában Fulgencio Batista katonai puccsal vette át a hatalmat. A puccs után Fidel Castro társaival együtt megkezdte a felkészülést a Batista elleni harcra. Saját állítása szerint pár hónapon belül 1200 fiatalt képezett ki a Havannai Egyetemen, illetve a Havannában található lőtereken. A kiképzés során üzletembereknek álcázták magukat, akiket csak a vadászat és az agyaggalamblövészet érdekel.
A támadásban Fidel Castro követői közül 160 fő vett részt, közülük négynek volt csak egyetemi diplomája (Castro nem szeretett az értelmiségi fiatalok közül támogatókat szerezni, mivel azok vitába szálltak nézeteivel). A támadók közül 137-nek ismert a kora, átlagéletkoruk 26 év volt, közülük kilencen tizenévesek, 96-an 20 évnél idősebbek, 27-en harminc felett és 5 fő 40 év felett volt. A csoportban csak két néger és 12 kevert vérű volt.
A csoport lényegében csak kézifegyverekkel rendelkezett: 40 db 12- és 16-lövetű sörétes puska (shotgun), 35 db .22 kaliberű Mosberg and Remington, további 60 db különféle pisztoly és revolver, egy működésképtelen .45 kaliberű géppuska és 24 db különféle puska.
Castro úgy döntött, hogy katonai egyenruhára lesz szükségük a támadáshoz, amelyeket Florentino Fernandez Leon, egy 26 éves ápoló segítségével szerzett be az egyik katonai kórházból.
A támadás előtti éjszaka a csoport egy tanyán gyülekezett Siboney közelében, ahol Castro ismertette velük a tervet. A támadás célja a laktanya elfoglalása és az ott található fegyverek megszerzése volt. Egy másik cél volt a laktanyában található híradó berendezések segítségével különféle propagandaüzenetek terjesztése a kuba hadsereg egységeinek. Amíg Batista erői feleszméltek volna, a fegyvereket el kellett volna távolítani a laktanyából és a város különféle pontjain elrejteni, majd Santiago de Cuba polgári rádióállomását kellett volna elfoglalni, ahonnan Eduardo Chibás beszédeit kellett volna sugározni, hogy felkelést robbantsanak ki a Batista-kormány ellen.
A csoport 1953. július 26-án hajnali 4.45-kor hagyta el a tanyát. A támadás időpontját azért választották ki így, mivel Santiago de Cuba városban az előző nap, július 25-én nagy ünnepségeket (fiestas) rendeztek.

## A támadás
Július 26-án hajnali 6-kor Fidel és öccse, Raul Castro vezetésével kb. 135 felkelő támadást indított a Moncada laktanya ellen, további 24 fő pedig támadást indított a bayamoi laktanya ellen. A felkelők súlyos hátrányban voltak, mert a Moncada-laktanya Kuba második legnagyobb helyőrsége volt, ahol Alberto del Rio Chaviano ezredes parancsnoksága alatt a kb. 400 főt számláló Antonio Maceo ezred állomásozott.
A terv szerint a támadók tizenhat autójukkal egy konvojt alkottak, hogy azt a látszatot keltsék, hogy magas rangú katonatisztek delegációja érkezik Kuba nyugati részéről. A terv szerint az első 20 fős csoportnak, Abel Santamaría vezetésével, kellett volna elfoglalni a laktanya hátsó részén álló kórházépületet. A második csoport, Léster Rodríguez vezetésével, a Palacio de Justicia ellen intézett támadást, míg a harmadik csoport, 90 fő Fidel vezetésével, magát a laktanyaépületet támadta.
A támadás rögtön rosszul indult: a felkelők konvoja felbomlott és a nehézfegyverzetet szállító autó elkeveredett. Sok felkelőnek nem jutott fegyver és nem is tudtak részt venni a támadásban. Fidel Castro önéletrajza szerint az általa vezetett autót a laktanya kapuja közelében álló katonák egy csoportjába vezette, akik rögtön ráeszméltek arra, hogy támadás alatt állnak. A Castro kocsija mögött haladó felkelők kiugrottak autóikból és tüzet nyitottak, mielőtt magába a laktanyába be tudtak volna hatolni. Ezért a laktanyába bejutó támadók kb. 10:1 hátrányban voltak a védőkkel szemben.
A támadás alatt összesen 15 katona és 3 rendőr vesztette életét, 23 katona és 5 rendőr pedig megsebesült. Kilenc támadó vesztette életét és tizenegy sebesült meg, négyen közülük társaik lövésétől. (Castro visszaemlékezései szerint öten haltak meg a támadás alatt és 56-ot végeztek ki később a kormányerők.).

## Megtorlás
A fogságba esett felkelők közül 18-at két órán belül kivégeztek a laktanya lőterén, holttesteiket a laktanyaudvarra cipelték, hogy azt a látszatot keltsék, hogy harc közben estek el. A következő napokban 34 felkelőt fogtak el és végeztek ki, miután beismerték, hogy részt vettek a támadásban. Fidel vezetésével néhány felkelő elmenekült, de hamarosan mindet elfogták.
A támadást követő napokban a santiago de cubai rögtönítélő bíróság összesen 122 fő ellen emelt vádat a július 26-i támadás ügyében. A támadást és a kivégzéseket túlélő 99 felkelőből 51 fő ellen emeltek vádat, további hat vádlott szökésben volt. A többi 65 vádlott nem vett részt a támadásban, ők a politikai ellenzék tagjai, aktivisták voltak, közülük 15 fő, többek között az eltávolított elnök, Carlos Prio Socarras, Aureliano Sanchez Arango, Jose Pardo Llada és a kommunista vezető, Blas Roca szintén szökésben voltak és nem jelentek meg a bíróságon.
A tárgyalás szeptember 21-én kezdődött és október 6-án fejeződött be, összesen 11 tárgyalási nap után. A vádlottakat 24 ügyvéd védte a 3 főből álló bírói testület előtt. Fidel Castro saját maga látta el védelmét és a tárgyalás során hamisan tanúskodott, hogy ne kelljen más lázadókra terhelő vallomást tennie. A felkelők kihallgatása során Fidel felvetette, hogy a laktanyában kivégezték a fogságba esett felkelők egy részét, mire a laktanya parancsnoka, Alberto del Rio Chaviano megakadályozta, hogy személyesen részt vegyen a tárgyaláson és vele külön foglalkoztak. A tárgyalás során összesen 19 felkelőt mentettek fel bizonyíték híján. A felkelők vezetői, Raúl Castro, Oscar Alcalde, Pedro Miret és Ernesto Tizol, 13 éves börtönbüntetést kaptak, további 20 fő 10 éves büntetést kapott, míg Manuel Lorenzo, Eduardo Rodriguez és Orlando Cortez Gallardo, akik az utolsó pillanatban elálltak a részvételtől, 3-3 éves börtönbüntetésre ítélték. Dr. Melba Hernandez Rodriguez del Rey és Haydee Santamaria hét hónapos börtönbüntetést kaptak, mivel nem sikerült bizonyítani, hogy tevékenyen részt vettek a támadásban.
Börtönbüntetése alatt Castro, aki foglalkozását nézve ügyvéd volt, „A történelem fel fog menteni” (spanyolul: La historia me absolverá) címen kiadta saját védőbeszédét, amelyet a titkos tárgyaláson mondott el. A könyvet laponként csempészték ki a támadásban szintén részt vevő Haydée Santamaria-nak, akik titokban terjeszteni kezdte.

## A laktanya sorsa később
A támadás során keletkezett károkat a kubai hadsereg gyorsan kijavította. A kubai forradalom győzelme után a laktanyát 1960. június 28-án iskolává alakították át - három héttel korábban Fidel személyesen vezette a bulldózert, amely ledöntötte a laktanya külső falát. 1978-ban azonban utasítást adott, hogy a külső falakat ismét építsék fel és a laktanya főépületében alakítsák ki a Július 26-a Múzeumot. Az épület homlokzatán imitálták a tűzharc következményeit, a lövésnyomokat.

## Fordítás
- Ez a szócikk részben vagy egészben  a   Moncada Barracks című angol Wikipédia-szócikk fordításán alapul.  Az eredeti cikk szerkesztőit annak laptörténete sorolja fel. Ez a jelzés csupán a megfogalmazás eredetét és a szerzői jogokat jelzi, nem szolgál a cikkben szereplő információk forrásmegjelöléseként.